# Solomon Hirschell
Solomon Hirschell (także: Herschel lub Herschell, ur. 12 lutego 1762 w Londynie, zm. 31 października 1842 tamże) – aszkenazyjski rabin Wielkiej Synagogi w Londynie, naczelny rabin Wielkiej Brytanii.

## Życiorys
Był trzecim i najmłodszym synem urodzonego w Polsce Hirscha Lewina (1721–1800). Jego poprzednik, David Tevele Schiff, zmarł w 1791. Pierwsze próby znalezienia nowego rabina do Wielkiej Synagogi miały miejsce w 1794. W 1801, w kontynentalnych periodykach pojawiły się ogłoszenia na ten temat. Hirschel pokonał dwóch kandydatów: Aryeha z Rotterdamu i Zevi Hirscha z Krotoszyna. Poinformował wcześniej, że był głównym rabinem Polski, co nie było zgodne z prawdą. Piastował przez dziewięć lat stanowisko rabina Prenzlau. W 1804, po konferencji mającej na celu wypracowanie sposobu zjednoczenia trzech synagog miejskich w Londynie (Wielkiej, Hambro i Nowej) został uznany za duchowego przywódcę trzech synagog. W czasie wojen napoleońskich zachęcał Żydów do zaciągania się do wojska brytyjskiego. Załatwił Żydom pozwolenie na nieuczestniczenie w kościelnych paradach, a także składanie przysięgi na Księgę Kapłańską, a nie Nowy Testament. 

## Osiągnięcia i nauczanie
Był tradycjonalistą. Przestrzegał surowych norm osobistej pobożności. Nie pozwalał na żadne ustępstwa religijne. Widział Żydów jako odrębny naród. Potępiał Haskalę, mimo że jego brat, Saul, był członkiem tego ruchu. Przeciwstawiał się ruchowi konwersji i pomógł ujednolicić system szechity. Na starość przyczynił się do wykluczenia z oficjalnej społeczności tzw. secederów (przywódców reform). Zajmował się tematyką nawrócenia i rozwodów, w tym gittin (rozwodów religijnych) dla osób skazanych, które miały być przewiezione do Australii. Nie znał biegle języka angielskiego, a swoje nauki wygłaszał w jidysz. Listy i przemówienia w języku angielskim pisał rękami sekretarzy. Miał wykształcenie talmudyczne i posiadał dużą bibliotekę rabiniczną, prawdopodobnie odziedziczoną po ojcu. Zawierała ona m.in. dwadzieścia średniowiecznych rękopisów i 77 dzieł kabalistycznych. W sprawach charytatywnych współpracował m.in. z Mosesem Montefiore. Jego stosunek do Anglii był bardzo pozytywny, uważał ten kraj za swoją ojczyznę. Był natomiast niechętny do prowadzenia korespondencji z chrześcijanami na tematy religijne, a nawet do prowadzenia z nimi jakiejkolwiek otwartej polemiki. Ubierał się tradycyjnie, w tym w strój polski. Największym jego przeciwnikiem ideowym był Solomon Bennett, ekscentryk, hebrajski uczony, pisarz, artysta i rytownik. Nazywał on Hirschella dumnym, dzikim i tyrańskim papieżem. 
W późnych latach życia był fizycznie i psychicznie schorowany. Nie pozostawił po sobie żadnych dzieł naukowych, fundacji charytatywnych ani instytucji publicznych. Został pochowany na cmentarzu żydowskim przy Brady Street w Londynie. Jego następcą był Nathan Marcus Adler.